# Белёвцева, Наталия Алексеевна
Наталия Алексеевна Белёвцева при рождении Гессинг (1895—1974) — советская актриса театра и кино. Артистка московского Малого театра. Народная артистка РСФСР (1954).

## Биография
Наталия Белёвцева происходила из дворянской семьи русской интеллигенции XIX века. Тогда много внимания в воспитании уделялось литературе, и актриса сама писала стихи, хорошо знала французский. По воспоминаниям её подруги и партнёрши по сцене Малого театра Ирины Ликсо она в юные годы много путешествовала (побывала даже в Китае, Индии) и увлекательно рассказывала о своих поездках. Выпускница Алфёровской гимназии, где много играла в гимназическом театре под руководством А. Д. Алфёрова.
О своей жизни Наталье Алексеевна рассказала сама в мемуарной книге «Глазами актрисы» (Н. А. Белевцева «Глазами актрисы». М., ВТО, 1974).
Она была поздним ребёнком в семье; когда родилась, старшей сестре Анне (по-домашнему Оня) было 22 года. Та закончила учёбу в театральном училище в классе А. П. Ленского и поступила в труппу императорского Малого театра, где играла под сценическим псевдонимом Матвеева (Матвеева, Анна Алексеевна с 1898 по 1916 г. работала в Малом театре). Среди её ролей: Агафья Тихоновна в «Женитьбе» Гоголя, Чебоксарова в «Бешеных деньгах», Хлестова в «Горе от ума», Кабаниха в «Грозе», Звездинцева в «Плодах просвещения». Наталья пошла по пути старшей сестры и через какое-то время вместе с ней играла в одних спектаклях. С детства она была знакома со многими актёрами труппы Малого театра — сослуживцами старшей сестры. Среди них был и Н. М. Падарин, который, собственно, и заметил дарование юной Натальи, копировавшей смешно и точно впечатления от окружавших её на отдыхе в Крыму людей. По его призыву она поступила в театральную школу Фёдора Акимовича Ухова в Мерзляковском переулке, где в то время преподавала старшая сестра.
А вскоре, в том же 1913 году состоялся дебют Наталии в Сергиевском Народном доме в поставленном старшей сестрой водевиле «Шашки». Летом следующего 1914 года старшая сестра, организовавшая гастрольную поездку актёров Малого театра по провинциальным городам России, взяла с собой молодую актрису младшую сестру. Несмотря на начавшуюся войну, артистическая жизни в Москве продолжалась. Осенью того же 1914 года Оня открыла свою драматическую школу. Это было просторное помещение бывшей Адашевской школы, оно занимало целый этаж большого дома Фабрициуса, что на Арбатской площади. Здесь же и поселились обе сестры: одна педагог школы, вторая ученица. Среди учителей юной Натальи той поры: Н. М. Падарин, И. Н. Худолеев и И. Н. Певцов.
«Ещё будучи студенткой сыграла Таню в спектакле „Грех да беда на кого не живёт“ А. Н. Островского. После спектакля к ней за кулисы пришла сама Е. Д. Турчанинова. „Я счастлива за вас, дорогая. Это отлично“, сказала знаменитая артистка. И подарила Наташе маленький брелок, принадлежавший до этого её покойной дочери. Так нередко в те времена „старики“ напутствовали молодых талантов»
Официальный сайт Малого театра дает об актрисе такую информацию: в 1916 окончила драматические курсы E. Музиль в Москве. В том же году дебютировала в Московском драматическом театре Е. Суходольской.
Сама же о себе актриса рассказывала в мемуарной книге: «По классу Певцова я сдавала пролог из „Орлеанской девы“. Илларион Николаевич устроил наш экзамен на сцене Московского Драматического театра, где он сам в то время работал. Зрительный зал был переполнен, мы были взволнованы, играли с подъёмом и имели успех. Ко мне за кулисы пришла директриса Драматического театра Е. М. Суходольская с приглашением зайти к ней в ближайшие дни для переговоров.
Через несколько дней со словами: „Вот вам Офелия и Корделия“ Певцов ввел меня в директорский кабинет Московского Драматического театра. Я заключила мой первый контракт на 75 рублей в месяц, на роли инженю. Была весна 1916 года».
В Московском Драматическом театре Наталья Белёвцева играла до 1919 года, пережив здесь надвинувшуюся революцию, в которой ничего не понимала, занятая своей артистической деятельностью. Правда, одно лето 1917 года она выступала в городе Лубны в драматической труппе А. А. Матвеевой.
Недолгое время работала в Курске.
С 6 июня 1922 года по 14 июня 1972 года Наталья Белёвцева актриса московского Малого театра, где проработала 50 лет и вошла в число корифеев театра.
Однако несмотря на внешнюю успешность актёрской карьеры и занятость в главных ролях, не все в её судьбе складывалось так, как хотелось бы ей самой. Интеллигентный, тонкий и душевно ранимый человек, ей порой очень трудно приходилось в официально-официозном театре советской поры. Достаточно ясно об этом сказала много работавшая с ней Ирина Ликсо: «Но её жизнь в театре не всегда складывалась гладко. Случались и продолжительные „окна“, когда не было ролей. Человек деликатный, она не умела постоять за себя и тяжело переживала вынужденные простои. Остроумный человек, она писала не только лирические, но и сатирические стихи и эпиграммы, откликалась на разные театральные события. Помню, как на одной из встреч Нового года она читала очень точные эпиграммы на исполнителей недавно состоявшейся постановки „Горя от ума“. … Актёры, которые не умеют за себя постоять, часто лишаются не только ролей. Но, с другой стороны, во что превратились бы мы и наши театры, если бы все вдруг научились расталкивать друг друга? Неоспоримое достоинство Натальи Алексеевны, помимо всего, состояло как раз в том, что она была человеком удивительно деликатным, интеллигентным, скромным, тонким, благородным».
Ушла из жизни 8 августа 1974 года. Похоронена на Ваганьковском кладбище, участок № 35.

## Награды и звания
- 2 ордена Трудового Красного Знамени (23.09.1937 — за выдающиеся заслуги в деле развития русского театрального искусства; 26.10.1949)
- Народная артистка РСФСР (1954)

## Творчество

### Роли в театре

#### Роли в Драматическом театре (1916—1919)
Сезон 1916/1917 года
- «Хамелеон» E.П.Карпова — Глаша
- «Горсть пепла» И. А. Новикова — Татьяна Страхова
- «Касатка» А. Н. Толстого — Раиса Глебовна
- «Странный человек» М. Ю. Лермонтова — Княжна Софья
- «Изнанка жизни» X. Бенавенте — Сильвия
- «Псиша» Ю. Д. Беляева — Псиша
- «Мисс Гоббс» Д.-К. Джерома — Мисс Гоббс
- «Певец своей печали» — Шейна

Сезон 1917/1918 года
- «Тот, кто получает пощечины» Л. Н. Андреева — Консуэлла
- «Тени прошлого» А. Измайлова — Ира, племянница Ашанина
- «Дама с камелиями» А. Дюма-сына — Нишетта

Сезон 1918/1919 года
- «Грех да беда на кого не живёт» А. Н. Островского — Татьяна Даниловна
- «Дворянское гнездо» по И. С. Тургеневу — Лиза
- «Савва» Л. Н. Андреева — Олимпиада
- «Павел I» Д. С. Мережковского — Елизавета, жена Александра
- «Последние» М. Горького — Надежда
- «Лесные тайны» Е. Н. Чирикова Зорька, Алёнушка

#### Государственный Показательный театр
Сезон 1919/1920 года
- «Мера за меру» У. Шекспира — Изабелла
- «Дикие лебеди» по Х. К. Андерсену — Принцесса Элиза

#### Курский Городской театр имени М. С. Щепкина
Сезоны 1920/1921 и 1921/1922 годов
- «Гроза» А. Н. Островского — Катерина
- «Роман» Э. Шелдона — Рита Ковалини
- «Мечта любви» А. Косоротова — Мари Шардэн
- «Три сестры» А. П. Чехова — Маша
- «Сестры Кедровы» Н. Григорьева-Истомина — Таня
- «Дворянское гнездо» по И. С. Тургеневу — Лиза
- «Тот, кто получает пощечины» Л. Н. Андреева — Консуэлла

#### Малый театр
Сезон 1922/1923 года
- «Снегурочка» А. Н. Островского. Режиссёр: П. М. Садовский — Снегурочка
- «Недоросль» Д. И. Фонвизина. Режиссёр: Н. О. Волконский — Софья
- «Венецианский купец» Шекспира — Порция
- «На всякого мудреца довольно простоты» А. Н. Островского. Режиссёр: И. С. Платон — Машенька

Сезон 1923/1924 года
- «Железная стена» Б. К. Рынды-Алексеева. Режиссёр: И. С. Платон — Елена Либгантен
- «Медвежья свадьба» А. В. Луначарского — Мария
- «Бедность не порок» А. Н. Островского. Постановка И. С. Платона и Л. М. Прозоровского — Любовь Гордеевна
- «Горе от ума» А. С. Грибоедова. Режиссёр: А. А. Санин — Софья

Сезон 1924/1925 года
- «Уриэль Акоста» К. Гуцкова. Постановка Л. М. Прозоровского — Юдифь
- «Матрос» Т. Соважа и Э. Делюрье. Постановка И. С. Платона — Жанетта
- «Заговор Фиеско в Генуе» Ф. Шиллера. Постановка Н. О. Волконского — Леонора

Сезон 1925/1926 года
- «Обетованная земля» С. Моэма. Пост. Н. О. Волконского — Нора Марш
- «Загмук» А. Г. Глебова. Постановка Н. О. Волконского — Ильтани
- «Собор Парижской богоматери» по В. Гюго. Постановка И. С. Платона и Н. Ф. Костромского — Эсмеральда

Сезон 1926/1927 года
- «Доходное место» А. Н. Островского. Постановка Н. О. Волконского — Вышневская
- «Грех да беда на кого не живёт» А. Н. Островского. Постановка М. С. Нарокова — Татьяна Даниловна
- «Бесприданница» А. Н. Островского — Лариса
- «Бархат и лохмотья» А. В. Луначарского и Э. Штуккена. Постановка Н. О. Волконского — Рахильда

Сезон 1929/1930 года
- «Растеряева улица» по Г.Успенскому. Автор инсценировки и режиссёр: М. С. Нароков — Липочка
- «Мещанин во дворянстве» Ж.-Б. Мольера. Постановка Н. А. Попова — Люсиль

Сезон 1930/1931 года
- «Смена героев» Б. С. Ромашова. Постановка М. С. Нарокова — Белопольская

Сезон 1931/1932 года
- «Ясный лог» К. А. Тренева. Постановка Л. М. Прозоровского — Наталья

Сезон 1932/1933 года
- «Стакан воды» Э. Скриба — Королева Анна

Сезон 1933/1934 года
- «Враги» М. Горького. Режиссёр: К. П. Хохлов — Татьяна
- «Дон Карлос» Ф. Шиллера. Режиссёр К. А. Марджанов — Елизавета Валуа

Сезон 1934/1935 года
- «Волки и овцы» А. Н. Островского. Постановка К. П. Хохлова — Купавина

Сезон 1936/1937 года
- «Слава» В. М. Гусева, постановка К. П. Хохлова — Елена
- «Лес» А. Н. Островского. Постановка Л. М. Прозоровского —Аксюша

Сезон 1938/1939 года
- «Горе от ума» А. С. Грибоедова. Постановка П. М. Садовского. Режиссёры И. Я. Судаков и С. П. Алексеев — Наталья Дмитриевна
- «Евгения Гранде» О. де Бальзака. Режиссёр: К. А. Зубов — Евгения

Сезон 1940/1941 года
- «Варвары» М. Горького. Режиссёры: К. А. Зубов и И. Я. Судаков —  Лидия

Сезон 1946/1947 года
- «За Камою-рекой» В. А. Тихонова. Постановка Е. П. Велихова. Режиссёр А. П. Грузинский — Матильда Ивановна

Сезон 1948/1949 года
- «Бесприданница» А. Н. Островского. Постановка К. А. Зубова. Режиссёры Л. М. Прозоровский и Б. И. Никольский — Огудалова
- «Коварство и любовь». Ф. Шиллера. Спектакль возобновлен В. И. Цыганковым — Госпожа Миллер
- «Заговор обречённых» Н. Е. Вирты. Постановка К. А. Зубова. Режиссёры М. Е. Турбина (Гер) и М. Н. Гладков — Мина

Сезон 1949/1950 года
- «Тайная война» В. С. Михайлова и Л. С. Самойлова. Постановка Е. И. Страдомской — Туманова

Сезон 1950/1951 года
- «Горе от ума» А. С. Грибоедова — Графиня-внучка

Сезон 1951/1952 года
- «Живой труп» Л. Н. Толстого. Постановка Л. А. Волкова — Каренина

Сезон 1952/1953 года
- «Стакан воды» Э. Скриба. Спектакль возобновлен Б. П. Бриллиантовым — Королева Анна

Сезон 1953/1954 года
- «Шакалы» А. М. Якобсона. Постановка Б. И. Равенских. Режиссёр М. Н. Гладков — Дорис

Сезон 1954/1955 года
- «Пигмалион» Б. Шоу — Миссис Хиггинс

Сезон 1955/1956 года
- «Воспитанница» А. Н. Островского. Режиссёры: В. И. Цыганков и М. Н. Гладков — Уланбекова
- «Доктор философии» Б. Нушича. Постановка К. А. Зубова — Мара

Сезон 1956/1957 года
- «Одна ночь» Б. Л. Горбатова. Постановка В. И. Цыганкова — Лариса Даниловна

Сезон 1958/1959 года
- «Почему улыбались звезды» А. Е. Корнейчука. Постановка Б. И. Равенских. Режиссёр М. Е. Турбина — Зинаида Николаевна
- «Веер леди Уиндермиер» О.Уайльда. Режиссёр: В. Г. Комиссаржевский — Герцогиня Бервик

Сезон 1959/1960 года
- «Свои люди — сочтемся» А. Н. Островского. Постановка Л. А. Волкова — Устинья Наумовна
- «Село Степанчиково и его обитатели» по Ф. М. Достоевскому. Постановка Л. А. Волкова — Прасковья Ильинична

Сезон 1960/1961 года
- «Живой труп» Л. Н. Толстого. Режиссёр: Л. А. Волков (возобновление). — Каренина

Сезон 1961/1962 года
- «Крылья» А.Корнейчука. Режиссёры: К. А. Зубов и В. И. Цыганков — Горицвет
- «Ярмарка тщеславия» У.Теккерея. Режиссёры: И. В. Ильинский и В. И. Цыганков — Мисс Кроули

Сезон 1962/1963 года
- «Горе от ума» А.Грибоедова. Режиссёр: Е. Р. Симонов — Графиня-бабушка
- «Нас где-то ждут» А. Н. Арбузова. Постановка Е. Р. Симонова. Режиссёр М. М. Новохижин — Тетя Паша

Сезон 1963/1964 года
- «Главная роль» С. И. Алешина. Постановка Л. В. Варпаховского. — Вера Антоновна

Сезон 1964/1965 года
- «Правда — хорошо, а счастье лучше» А. Н. Островского. Постановка Б. А. Бабочкина — Мавра Тарасовна

Сезон 1967/1968 года
- «Джон Рид» Е. Р. Симонова. Режиссёр он же — Донья Луиса

Сезон 1970/1971 года
- «Достигаев и другие» М. Горького. Постановка Б. А. Бабочкина — Ксения

### Роли в кино
- 1917 — Кира Зубова — Нина
- 1918 — Драма на охоте — Ольга
- 1918 — Живой труп — Саша
- 1954 — Анна на шее — Княгиня